# Коли я був співаком
«Коли я був співаком» (фр. Quand j'étais chanteur) — французький фільм режисера Ксав'є Джаннолі, знятий у 2006 році.

## Зміст
Історія кохання постарілого співака і юної привабливої дівчини. У минулі дні він розважав публіку на дансингах, був кумиром фанаток, купався в променях слави й думав, що так буде завжди. Та юність і слава співака залишилися в минулому. Зате прийшло справжнє кохання, що змушує відчувати незнайомі почуття і здійснювати незвичні для нього вчинки.

## Нагороди та премії
- Номінація на головний приз Каннського кінофестивалю
- Фестиваль «Сезар» — найкраща музика